# Lo schermo a tre punte
Lo schermo a tre punte è un film documentario del 1994 diretto da Giuseppe Tornatore.

## Trama
Si tratta di uno "sguardo" della Sicilia con gli occhi del regista bagherese (che ha firmato anche la sceneggiatura) attraverso più di 500 brani tratti da oltre cento film girati o ambientati nell'isola, e cofinanziato dalla Regione Siciliana. Un'antologia filmica sulla storia della Sicilia divisa in 14 capitoli.
Per ragioni di diritti, mancano le immagini de Il Gattopardo di Luchino Visconti. Successivamente l'edizione senza le immagini de Il Gattopardo fu vista da Martin Scorsese che si meravigliò del fatto che mancassero immagini dell'importante film di Visconti e convinse il produttore Lombardo a concedere i diritti a Tornatore per aggiungere le sequenze che ritenesse opportune.